# 日本テレビ系列平日午前のワイドショー枠
日本テレビ系列平日午前のワイドショー枠（にほんテレビけいれつへいじつごぜんのワイドショーわく）とは、日本テレビをはじめとするNNS系列で、平日（月曜日 - 金曜日）の午前に放送されているワイドショーの一覧のこと。2023年4月以降は『DayDay.』（9:00 - ）が該当する。

## 歴史
日本テレビは平日午前のワイドショー参入が比較的遅く、『モーニングショー』（NET→テレビ朝日）より5年半遅れてスタート。それまで日本テレビは当該時間帯で映画番組や再放送番組などを放送していた。しかし、各局のワイドショーが人気を上げると、1969年10月にワイドショー戦線に参入した。だが、何度もリニューアルを繰り返す。
視聴率が安定しだしたのは沢田亜矢子を初代司会者に据えた『ルックルックこんにちは』（以下『ルック』）からで、この番組から「ドキュメント女ののど自慢」や「突撃!隣の晩ごはん」などの人気企画が誕生する。1984年に岸部シロー（のちに四郎）に司会が交代して以降も視聴率は好調に推移した。
1998年4月6日、岸部は長年の事業や趣味への過剰な投資の付けが回り自己破産を申し立て、14年間司会を続けた本番組を自主降板した。翌7日より急遽当時日本テレビアナウンサーの松永二三男を司会に起用。番組自体も2001年3月に終了する。その後2006年4月開始の『スッキリ!!→スッキリ』は2023年3月31日まで17年間継続する番組となった。
2023年4月から昼前の情報番組枠と統廃合し、『DayDay.』が開始。『DayDay.』では『ミセス&ミセス』以来開始時刻が9時開始となる。
2003年まで年末については、曜日配列によっては大晦日まで放送（且つ11:25までの拡大版）していた。その後、年内の放送は大晦日以前に終了としているものの、2014年まで年内最終放送は11時台前半までの拡大版で放送することが多かった（ただし、一部地域では年内最終放送を飛び降りまたは全編非ネットとする場合もある）。

## 主な番組
- 奥さまハプニングサロン（1969年9月29日 - 1970年3月27日）
- 朝のワイドショー ○○と90分（1970年3月30日 - 10月2日） - ○○には司会者の名前が入る。
- 金原二郎ショー（1970年10月5日 - 1972年3月31日）
- あなたのワイドショー（1972年4月3日 - 1977年4月1日）
- ミセス&ミセス（1977年4月4日 - 1979年3月30日）
- ルックルックこんにちは（1979年4月2日 - 2001年3月30日）
- レッツ!（2001年4月2日 - 2002年3月29日）
- ザ!情報ツウ（2002年4月1日 - 2006年3月31日）
- スッキリ!!→スッキリ（2006年4月3日 - 2023年3月31日）
- DayDay.・第1部（2023年4月3日 - 現在）